# Edgar Basel
Edgar Basel (Mannheim, 1º novembre 1930 – 7 settembre 1977) è stato un pugile tedesco.

## Palmarès

### Olimpiadi
- Argento a Helsinki 1952 nei pesi mosca.